# Aeroporto Internazionale di Minot
L'Aeroporto Internazionale di Minot (IATA: MOT, ICAO: KMOT) è un aeroporto civile statunitense situato a 2 miglia a nord della città di Minot, in Dakota del Nord. L'aeroporto, situato a 523 m s.l.m., è utilizzato per voli domestici e dispone di due piste: una in calcestruzzo con orientamento 13/31 lunga 2.347 metri, e l'altra in asfalto con orientamento 8/36 lunga 1.936 metri.